# Safeer Ullah Khan
Safeer Ullah Khan (* 7. April 1985 in Peschawar) ist ein ehemaliger pakistanischer Squashspieler.

## Karriere
Safeer Ullah Khan spielte von 2001 bis 2011 auf der PSA World Tour. Seine höchste Platzierung in der Weltrangliste war Rang 71 im Februar 2004. Mit der pakistanischen Nationalmannschaft nahm er 2005 an der Weltmeisterschaft teil. Zudem vertrat er Pakistan 2004 bei der Weltmeisterschaft im Doppel und Mixed, bei der er mit Farrukh Zaman im Doppel den sechsten Platz erreichte. Im Einzel stand er 2003 nach erfolgreicher Qualifikation im Hauptfeld der Weltmeisterschaft und schied in der ersten Runde gegen Karim Darwish aus.
Er ist verheiratet und hat ein Kind.